# Аршиново (Нижньогородська область)
Аршиново (рос. Аршиново) — присілок в Воскресенському районі Нижньогородської області Російської Федерації.
Населення становить 9 осіб. Входить до складу муніципального утворення Владимирська сільрада.

## Історія
Від 2009 року входить до складу муніципального утворення Владимирська сільрада.

## Населення
| 1999 | 2002 | 2010 |
| ---- | ---- | ---- |
| 23   | ↘17  | ↘9   |